# 神龍 (年號)
神龍（705年正月—707年九月）是武则天的第十四個年号。神龍元年正月唐中宗李显即位，二月復国号唐。

## 建年號
- 长安五年正月初一壬午（705年1月30日），改元神龍。[2][3][4]
- 神龙三年九月初五庚子（707年10月5日），改元景龙。[5][6][7]

## 大事记
- 长安五年正月廿三甲辰（705年2月21日），武则天病重，以张柬之、敬暉、崔玄暐、袁恕己、桓彥範为首的大臣们抓住时机，联合羽林军，发动了政变，杀死了武则天宠幸的张易之、张昌宗兄弟，太子顯監國，是為神龙革命。
- 神龙元年正月廿五丙午（705年2月23日），唐中宗復辟，武则天退位。
- 神龙元年十一月壬寅（705年12月16日），武则天去世。
- 神龙二年（706年），为唐中宗复位立下大功的张柬之等人被武三思陷害，流放远州，后被杀害。

## 逝世
神龍元年
- 武则天

## 纪年
| 神龍 | 元年  | 二年  | 三年  |
| ---- | ----- | ----- | ----- |
| 公元 | 705年 | 706年 | 707年 |
| 干支 | 乙巳  | 丙午  | 丁未  |

## 同期存在的其他政权年号
- 日本
  - 慶雲（704年－708年）：飛鳥時代—文武天皇、元明天皇之年號

## 參看
- 中國年號索引

## 文內注釋
1. ↑  李崇智，《中國歷代年號考》，第101頁。
2. ↑  劉昫.  . 维基文库.「神龍元年春正月，大赦，改元。」
3. ↑  歐陽脩.  . 维基文库.「神龍元年正月，張柬之等以羽林兵討亂。甲辰，皇太子監國，大赦，改元。」
4. ↑  司馬光.  . 维基文库.「神龍元年春，正月，壬午朔，赦天下，改元。〈《考異》曰：《新紀》：『長安五年，正月，壬午，大赦；甲子，太子監國，改元。』按《則天實錄》：『神龍元年，正月，壬午朔，大赦，改元。』《舊紀》、《唐曆》、《統紀》、《會要》皆同。《紀年通譜》亦以神龍為武后年號，中宗因之。《新紀》誤也。」
5. ↑  劉昫.  . 维基文库.「〔神龍三年九月〕庚子，上皇帝尊號曰應天神龍，皇后尊號曰順天翊聖，大赦天下，改元為景龍。」
6. ↑  歐陽脩.  . 维基文库.「〔景龍元年九月〕庚子，大赦，改元。」
7. ↑  司馬光.  . 维基文库.「〔景龍元年九月〕庚子，赦天下，改元。」